# Riccardo Marchesini
Riccardo Marchesini (Vigevano, 3 luglio 1963) è un canoista italiano, campione mondiale nella canoa per atleti disabili (paracanoa) nel 2010.

## Biografia
All'età di 17 anni, perde una gamba a causa di un incidente motociclistico. Dopo l'intervento è arrivato a pesare 130 chili.
Inizia la canoa come attività fisica dimagrendo di 60 chili in poco meno di 9 mesi.
Gareggia con i normodotati sui fiumi di tutta Europa vincendo 7 titoli regionali, arrivando più volte secondo ai campionati italiani, un terzo posto ai mondiali di Ivrea 2008. Nella para-canoa vince un titolo mondiale nel 2010,  due volte quarto ai mondiali 2011 e 2012, vince 9 titoli Italiani di cui due nel 2013.
È istruttore di canoa dal 1984, abilitato anche per l'insegnamento ai disabili, è brevettato subacqueo .
Nel 2012 è stato insignito della prestigiosa medaglia d'oro CONI per meriti sportivi, unico amputato al mondo ad aver partecipato alla massacrante maratona in canoa Pirano/Venezia, 100 km in canoa non stop della durata di 9 ore e 45 minuti.
È stato per 4 anni membro della Nazionale Italiana di para-canoa.
Con il patrocinio della Federazione Italiana Canoa Kayak e dell'Expo ha partecipato insieme a Francesco Gambella, un recordman mondiale, dal 22 al 24 giugno 2015 alla traversata di 250 km in mare aperto in canoa tra Ostia e Porto San Paolo in Sardegna. È stata la prima volta per un disabile al mondo .
Ora insegna l'arte della canoa a molti giovani appassionati.